# Мейсон (округ, Вашингтон)
Шаблон:StateAbbr_ 47°21′ пн. ш. 123°11′ зх. д. / 47.35° пн. ш. 123.18° зх. д.
Округ  Мейсон (англ. Mason County) — округ (графство) у штаті Вашингтон, США. Ідентифікатор округу 53045.

## Історія
Округ утворений 1854 року.

## Демографія
За даними перепису 2000 року загальне населення округу становило 49405 осіб, зокрема міського населення було 12501, а сільського — 36904. Серед мешканців округу чоловіків було 25536, а жінок — 23869. В окрузі було 18912 домогосподарства, 13391 родин, які мешкали в 25515 будинках. Середній розмір родини становив 2,89.
Віковий розподіл населення поданий у таблиці:
| Стать    | До 15 років | 15-21 | 22-29 | 30-39 | 40-49 | 50-65 | 65-85 | Понад 85 |
| -------- | ----------- | ----- | ----- | ----- | ----- | ----- | ----- | -------- |
| Чоловіки | 4848        | 2520  | 2308  | 3478  | 4057  | 4438  | 3612  | 275      |
| Жінки    | 4536        | 2081  | 1716  | 3000  | 3781  | 4493  | 3779  | 483      |

## Суміжні округи
- Кітсеп — північний схід
- Пірс — схід/південний схід
- Тюрстон — південний схід
- Ґрейс-Гарбор — південний захід
- Джефферсон — північний захід

## Виноски
1. ↑  U.S. Decennial Census. United States Census Bureau. Архів оригіналу за 19 липня 2018. Процитовано 7 січня 2014.
2. ↑  Historical Census Browser. University of Virginia Library. Архів оригіналу за 11 серпня 2012. Процитовано 7 січня 2014.
3. ↑  Population of Counties by Decennial Census: 1900 to 1990. United States Census Bureau. Архів оригіналу за 2 лютого 2019. Процитовано 7 січня 2014.
4. ↑  Census 2000 PHC-T-4. Ranking Tables for Counties: 1990 and 2000 (PDF). United States Census Bureau. Архів оригіналу (PDF) за 18 грудня 2014. Процитовано 7 січня 2014.
5. ↑  State & County QuickFacts. United States Census Bureau. Архів оригіналу за 7 червня 2011. Процитовано 7 січня 2014.(англ.) Наведено за англійською вікіпедією.
6. ↑  American FactFinder. Бюро перепису населення США. Архів оригіналу за 26 лютого 2012. Процитовано 31 січня 2008.

| США | Це незавершена стаття з географії США. Ви можете допомогти проєкту, виправивши або дописавши її. |